# 活道
活道（英語：Wood Road），是香港灣仔的一條行車街道。西起由皇后大道東，近灣仔公園與鄧肇堅醫院之間。東至接灣仔道185號止。 香港島上的活道不是行車主幹道，但是因為近愛群道的學校區，所以也有不少學生往來此處。
活道原為摩理臣山的山坡，在1924年灣仔填海時，開鑿摩理臣山填海之用，由於山泥少而岩石多，摩理臣山只開得一半，另一半於戰後才剷平，活道就是在開山填海時山坡地帶剷平而築成的街道。當時這條街道極為荒蕪，不像現時是一條通往鄧肇堅醫院的主要通道。當此街道於建成時以時任正按察司活約翰（John Roskruge Wood）為名，故名為活道。

## 鄰近建築
- 聖公會鄧肇堅中學
- 香港華仁書院
- 京都戲院（現在是Vine Center 2）
- 香港職業訓練局大樓 - 原址為維多利亞工業學院，前學院大樓模型現今存放於香港專業教育學院摩利臣山分校之正門大堂內。
- 聖若瑟小學
- 東華三院李賜豪小學
- 灣仔學校
- 香港電話機樓
- 賽馬會匡智學校 - 前身為 賽馬會官立小學
- 摩利臣山游泳池
- 灣仔公園 - 前身為水務署貨倉，日治時期相傳是亂葬崗。
- 伊利沙伯體育館
- 律敦治醫院
- 集成中心
- 戴麟趾夫人訓練中心
- 愛群道清真寺
- 鄧肇堅維多利亞官立中學

## 鄰近街道
- 救世軍街
- 巴路士街
- 永祥街
- 交加里
- 克街
- 灣仔道

## 歷史
- 馬都醫院 - 在越戰全盛時期擔當妓女衛生檢查的責任，因建築港島線地鐵而徵用為工程隧道出口而拆除。位置即現今之康樂商業大廈。
- 保和大廈 - 前身是星島日報廠址。

## 街道特色
- 鄰近學校，醫療機構及公眾設施，靜中帶旺之地。
- 街頭街尾是雙程路，中段是單程路。
- 街尾是掘頭路，有個小型休憩公園，車輛不能通往皇后大道東，但有梯級連接。中午時，由於聖若瑟小學的上下午校的學生同時放學和上學，並且有附近中學午膳時間的人流，所以整條掘頭路都擠滿了學生、家長和校車。
- 鄰近之救世軍街也是一條掘頭路，只通往鄧肇堅醫院。
- 接連活道之克街部分是私家路，據稱是何東後人所擁有，在近灣仔道一面設有鐵欄，車輛不能直通而造就車輛非法停放。
- 活道大部分門牌號碼不是順序排列。門牌號碼由灣仔道方向開始數起。
- 附近小食店特多: 如克街，灣仔道，軒尼詩道等等......
- 夾在二個街市中間，品種多及物價競爭力強，生活指數比其他區更低，更吸引附近區域如跑馬地或半山區居民遠道光顧。

## 容易混淆之街道
- 荷李活道
- 樂活道
- 山林道
- 紫檀路

## 外部連結
- 灣仔活道地圖 （页面存档备份，存于）